# Седых, Вера Фёдоровна
Вера Фёдоровна Седых — советский хозяйственный деятель, Герой Социалистического Труда.

## Биография
Родилась в 1930 году на территории современной Сумской области. Член КПСС.
В 1944—1948 годах — колхозница, работница животноводческой фермы, в 1948—1988 годах — доярка колхоза имени Куйбышева Путивльского района Сумской области Украинской ССР.
Указом Президиума Верховного Совета СССР от 6 сентября 1973 года присвоено звание Героя Социалистического Труда с вручением ордена Ленина и золотой медали «Серп и Молот».
Делегат XXV съезда КПСС.
С 1988 года — персональный пенсионер союзного значения.
Жила в селе Щербинцы Путивльского района Сумской области.

## Награды и звания
- Герой Социалистического Труда (06.09.1973)
- Орден Ленина (06.09.1973)
- Орден Октябрьской Революции